# Erik August Schröder
Erik August Schröder, född 1796 i Uddevalla, död 15 januari 1849 i Uppsala, var en svensk filosof, son till prosten i Uddevalla teologie doktorn Mattias Schröder.
Schröder blev filosofie magister i Uppsala 1819 och utnämndes efter en latinsk avhandling om viljans frihet till docent i teoretisk filosofi där 1820 samt blev 1829 adjunkt och 1836 professor i teoretisk filosofi. Som filosof utmärkte han sig genom en omfattande beläsenhet. Tillsammans med Atterbom utgav han Plato och Goethe (1842) med anledning av Hwassers Om äktenskapet. Han utgav också Handbok i philosophiens historia (3 band, 1846-1849; sista delen med en uppsats av Atterbom om Schröder) samt Anteckningar i philosophiens historia, I. Giordano Bruno (1848) samt flera uppsatser i dåtidens tidskrifter.